# دهاری رائی دته
دهاری رائی دته (به انگلیسی: Dhari Rai Ditta) یک منطقهٔ مسکونی در پاکستان است که در ناحیه اتک واقع شده‌است.